# Giovanni Rossetti
Giovanni Rossetti (Milano, 29 maggio 1919 – Milano, 16 settembre 1987) è stato un calciatore italiano, di ruolo portiere.

## Carriera
Cominciò a giocare nel Dopolavoro Redaelli prima di esser prelevato dal Milan, nel quale rimase per tutta la sua carriera di massima serie. Fu titolare della squadra rossonera fino alla metà della stagione 1948-49, quando venne sostituito da Efrem Milanese, il quale a sua volta verrà rimpiazzato all'inizio della stagione successiva da Lorenzo Buffon, futura gloria del club e cresciuto nei primi anni al Milan proprio da Rossetti. Vinse il campionato 1950-51 seppur giocando solamente una partita. Viene ricordato perché spesso portava in campo un fiasco di vino, sistemato dietro la porta, e ne beveva applaudito dal pubblico quando l'azione si svolgeva nella metà campo degli avversari.
È sepolto nel cimitero di Chiaravalle, tumulato in un colombaro.

## Statistiche

### Presenze e reti nei club
| Stagione        | Squadra         | Campionato               | Campionato | Campionato | Coppe nazionali | Coppe nazionali | Coppe nazionali | Coppe continentali | Coppe continentali | Coppe continentali | Altre coppe | Altre coppe | Altre coppe | Totale | Totale |
| Stagione        | Squadra         | Comp                     | Pres       | Reti       | Comp            | Pres            | Reti            | Comp               | Pres               | Reti               | Comp        | Pres        | Reti        | Pres   | Reti   |
| --------------- | --------------- | ------------------------ | ---------- | ---------- | --------------- | --------------- | --------------- | ------------------ | ------------------ | ------------------ | ----------- | ----------- | ----------- | ------ | ------ |
| 1941-1942       | Milan           | A                        | 25         | -43        | CI              | 4               | -6              | -                  | -                  | -                  | -           | -           | -           | 29     | -49    |
| 1942-1943       | Milan           | A                        | 26         | -36        | CI              | 3               | -10             | -                  | -                  | -                  | -           | -           | -           | 29     | -46    |
| 1943-1944       | Milan           | DN                       | 14         | -16        | -               | -               | -               | -                  | -                  | -                  | -           | -           | -           | 14     | -16    |
| 1944-1945       | Milan           | Torneo Benefico Lombardo | -          | -          | -               | -               | -               | -                  | -                  | -                  | -           | 20          | -36         | 20     | -36    |
| 1945-1946       | Milan           | DN                       | 14         | -18        | -               | -               | -               | -                  | -                  | -                  | -           | -           | -           | 14     | -18    |
| 1946-1947       | Milan           | A                        | 22         | -35        | -               | -               | -               | -                  | -                  | -                  | -           | -           | -           | 22     | -35    |
| 1947-1948       | Milan           | A                        | 39         | -47        | -               | -               | -               | -                  | -                  | -                  | -           | -           | -           | 39     | -47    |
| 1948-1949       | Milan           | A                        | 12         | -14        | -               | -               | -               | -                  | -                  | -                  | -           | -           | -           | 12     | -14    |
| 1950-1951       | Milan           | A                        | 1          | -2         | -               | -               | -               | -                  | -                  | -                  | -           | -           | -           | 1      | -2     |
| Totale Milan    | Totale Milan    | Totale Milan             | 153        | -211       |                 | 7               | -16             |                    | -                  | -                  |             | 20          | -36         | 180    | -263   |
| Totale carriera | Totale carriera | Totale carriera          | ?          | ?          |                 | ?               | ?               |                    | ?                  | ?                  |             | ?           | ?           | ?      | ?      |

## Palmarès

### Competizioni nazionali
- Campionato italiano: 1

Milan: 1950-1951
- Campionato italiano Serie C: 1

Arsenaltaranto: 1953-1954